# Examen (film din 2003)
Examen este  un film românesc din 2003, regizat de Titus Muntean după un scenariu propriu. Rolurile principale au fost interpretate de actorii Marius Stănescu, Gheorghe Dinică, Clara Vodă și Gheorghe Visu.

## Rezumat
Doi studenți de la UNATC (o studentă la regie și un coleg de la operatorie) pregătesc un reportaj despre un caz real petrecut în anii 1970, în timpul regimului comunist. Personajul principal al filmului lor, taximetristul Cristian Săndulescu, își povestește drama vieții sale: a fost arestat în septembrie 1977, judecat pentru uciderea unei fete și încarcerat timp de cinci ani până la descoperirea adevăratului criminal. El începe o anchetă pe cont propriu, după eliberare, și încearcă să-și facă singur dreptate. Mărturisirea sa în fața camerei de filmat dezvăluie metodele prin care se rezolvau „atunci” cazurile de crimă. 

## Distribuție
- Marius Stănescu — Cristian („Cristi”) Săndulescu, taximetristul acuzat de săvârșirea unei crime
- Gheorghe Dinică — Marin Dumitrașcu, procurorul anchetator al lui Săndulescu
- Clara Vodă — Nora Săndulescu, soția lui Cristi
- Gheorghe Visu — mr. Mihai Stanciu, ofițer al Miliției Judiciare, anchetatorul șef al lui Săndulescu
- Coca Bloos — Constanța Ruznici, mama lui Cosma
- Valentin Uritescu — nea Grigore, criminalul bigot, colegul de celulă al lui Cristi
- Alexandra Dinu — Alina Brădean, studentă de 18 ani, originară din Sibiu (menționată Alexandra Mutu)
- Mihai Dinvale — Mirea, procuror, adjunctul lui Dumitrașcu
- Lucian Ifrim — Cosma Ruznici, artist plastic psihopat, ucigașul Alinei Brădean
- Alexandru Bindea — mr. Pascu, ofițer al Miliției Judiciare
- Eugen Cristian Motriuc — căpitan de miliție, ofițer anchetator
- Emil Hoștină — lt. major de miliție, ofițer anchetator
- Simona Popescu — studenta de la UNATC
- Răzvan Oprea — operatorul de film
- Emilia Dobrin — Alexandra Săndulescu, mama lui Cristi
- Vasile Menzel — Gheorghe Săndulescu, fost deținut politic la Canal, tatăl lui Cristi
- Nicolae Călugărița — procurorul anchetator al lui Ruznici
- Papil Panduru — gen. Buzatu, comandantul Miliției Judiciare, adjunctul ministrului
- Sorin Gheorghiu — lt. colonel Ceacanica, expert criminalist
- Marian Despina — maior de miliție, anchetatorul șef al lui Ruznici
- Vitalii Bantaș — lt. maj. de miliție, ofițer anchetator
- Cristina Tacoi — judecătoarea din procesul lui Săndulescu
- Brândușa Mircea — Doina Penciu, studentă, prietena Norei
- Anca Androne — Marinela Ruznici, soția lui Cosma
- Doina Ghițescu — martora corpurilor delicte
- Mihaela Teleoacă — Lili, iubita lui Gioni
- Adriana Butoi — Vali, iubita lui Nicu
- Ovidiu Niculescu — Gioni, prietenul lui Cristi
- Mihai Motoiu — Nicu „Diesel”, prietenul lui Cristi
- Gabriel Spahiu — martor 1, bețivul care-l denunță pe Ruznici
- Constantin Dinescu — martor 2
- Anghel Dumitru — Andreescu, investigatorul care a plasat probe false
- Mircea Jida — col. Diaconescu, ofițer al Miliției Judiciare
- Alexandru Lungu — nea Fane, mecanicul auto de la întreprinderea Getax
- Alexandru Hasnaș — avocatul lui Cristi
- Damian Ion Oancea — colegul lui Cristi
- Petre Pletosu — sectoristul de la secția de miliție din zona Piața Amzei
- Daniel Pîșleagă — anchetator
- Vali Marinel — Andrușa, bruta care l-a torturat pe Săndulescu în Arestul Miliției
- Ion Angelescu — Elefterie Ruznici, fost gardian de închisoare în anii 1950, tatăl lui Cosma
- Ana Maria Rad — Ioana Săndulescu, fiica lui Cristi
- Cristian Popa — Radu Săndulescu, fiul lui Cristi
- Ioan Batinaș — voce tehnician poligraf
- Cătălin Rusu — voci radio

## Primire
Filmul a fost vizionat de 4.158 de spectatori în cinematografele din România, după cum atestă o situație a numărului de spectatori înregistrat de filmele românești de la data premierei și până la data de 31 decembrie 2014 alcătuită de Centrul Național al Cinematografiei.